# Liparis goodyeroides
Liparis goodyeroides  (лат.) — вид цветковых растений рода Лосняк (Liparis) семейства Орхидные (Orchidaceae). Найден в Камеруне и Нигерии. Произрастает в тропических или субтропических сухих лесах. Находится в опасности из-за сокращения мест обитания.